# Jürgen Kohler
Jürgen Kohler (Lambsheim, 6. listopada 1965.) - njemački nogometaš i trener
Jürgen Kohler igrao je u njemačkoj ligi za klubove: Waldhof Mannheim, 1. FC Köln, Bayern München i Borussia Dortmund te u Serie A za Juventus. S Bayernom je postao njemački državni prvak u sezoni 1989./'90, s Borussijom u sezoni prvenstva 1995./'96, 2001./'02 te 1996./'97. prvak Lige prvaka. S Juventusom je osvojio titulu talijanskog nacionalnog prvaka u sezoni 1994./'95, a u istoj sezoni osvojio je i talijanski kup.
Za njemačku nogometnu reprezentanciju nastupio je na svjetskim prvenstvima 1990., 1994. i 1998. te na europskim prvenstvima 1988., 1992. i 1996. Godine 1990. osvaja naslov svjetskog prvaka, zatim 1996. naslov europskoga prvaka, a 1992. igrao je i u finalu Europskog prvenstva. Ukupno je igrao 105 službenih utakmica za reprezentaciju i postigao dva gola.